# Processo Penrose
Il processo Penrose (altrimenti detto meccanismo (di) Penrose) è un processo teorizzato da Roger Penrose in cui l'energia può essere estratta da un buco nero rotante. Questa estrazione è resa possibile dall'esistenza di una regione nello spaziotempo di Kerr detta ergosfera, una regione in cui una particella è necessariamente collegata e trainata dallo spaziotempo rotante. Nel processo, una massa informe di materia entra nell'ergoregione del buco nero, e una volta che vi entra, viene divisa in due. Il momento delle due parti di materia può essere suddiviso in modo che una parte sfugga all'infinito e l'altra passi oltre l'orizzonte degli eventi e cada quindi nel buco. La parte di materia che riesce a sfuggire può anche avere una massa-energia maggiore della parte di materia originale in caduta.  In conclusione, il processo risulta in un decremento del momento angolare del buco nero e a questa riduzione corrisponde un trasferimento di energia per mezzo del quale la perdita del momento viene convertita nell'energia estratta.
Il processo obbedisce alle leggi della meccanica del buco nero. Una conseguenza di queste leggi è che se il processo viene svolto ripetutamente, il buco nero può alla fine perdere tutto il suo momento angolare, diventando rotazionalmente stazionario. Christodoulou calcolò il limite superiore della quantità di energia che può essere estratta dal processo Penrose.

## Dettagli sull'ergoregione
La superficie esterna dell'ergoregione viene descritta come una ergosuperficie ed è la superficie dove i raggi luminosi controrotanti rispetto alla rotazione del buco nero rimangono ad una coordinata angolare fissa, secondo un osservatore esterno.  Poiché le particelle dotate di massa viaggiano necessariamente più lentamente della velocità della luce, devono ruotare  "all'infinito" rispetto ad un osservatore inerziale. Una maniera di rappresentare questo è far ruotare una forchetta su un drappo di tela; quando la forchetta ruota, la tela si attorciglia ad essa, cioè la rotazione si propaga dall'interno all'esterno provocando la distorsione di un'area più vasta. Il confine più interno dell'ergoregione è l'orizzonte degli eventi, ovvero il perimetro spaziale oltre il quale la luce non può sfuggire.
Dentro questa ergoregione una combinazione lineare di tempo e di una delle coordinate angolari formano un nuovo vettore di Killing time-like. Questa combinazione lineare della coordinata tempo e angolo fa in modo che la "nuova" coordinata temporale scorra in modo circolare e quindi anche la luce ruota all'interno dell'ergosfera. A causa di questo strano e inusuale scambio di coordinate, quello che fuori dall'ergosfera era il vettore di Killing time-like (quindi associato al tempo) ora non lo è più perché viene sostituito dal "nuovo" tempo. Questo implica che l'energia della particella, che è data dal prodotto tra il vettore di Killing del "vecchio" tempo e il momento della particella, può assumere valori sia positivi sia negativi se viene misurata da un osservatore posto all'infinito (quindi fuori dall'ergosfera).
Ritenendo ancora valido il principio della conservazione dell'energia e assumendo che ad una delle particelle sia permesso di avere energia negativa, se la particella A entra nell'ergoregione di un buco nero di Kerr e poi si divide in due particelle B e C, come conseguenza la particella B può uscire dall'ergoregione con più energia della particella A, mentre la particella C viene diretta dentro il buco nero, cioè {\displaystyle E(A)=E(B)+E(C)} e se {\displaystyle E(C)<0}, allora {\displaystyle E(B)>E(A)}.
In questo modo l'energia rotazionale viene estratta dal buco nero e quindi il buco nero rallenta la sua rotazione. La massima quantità di energia verrà estratta se la separazione avviene appena fuori dell'orizzonte degli eventi e se la particella C controruota alla più grande velocità possibile.
Nel processo opposto la velocità di rotazione di un buco nero può essere aumentata inviando particelle che non si separano, ma che invece apportano il loro intero momento angolare al buco nero.
Il processo Penrose ha condotto alla congettura che una civiltà avanzata potrebbe generare potenza costruendo una città su una struttura fissa attorno al buco nero. Tutta la loro spazzatura potrebbe essere eliminata spedendola con delle navette spaziali verso il buco nero e riemettendola nell'ergoregione. Le navette spaziali potrebbero così ritornare alla città con un eccesso di energia che potrebbe essere catturata sotto forma di energia cinetica ed utilizzata per generare potenza.